# Chiesa di Santa Maria in Pantano
La chiesa di Santa Maria in Pantano è una chiesa cattolica che sorge a poco più di 3 km chilometri dall'abitato di Massa Martana, in provincia di Perugia, lungo il tracciato rettilineo della Flaminia consolare.
L'edificio fu eretto tra il VII e l'VIII secolo come grande aula absidata, aggiungendo ad un preesistente edificio romano la parte presbiteriale e absidale, leggermente sopraelevata, con le murature in opus spicatum.
La torre e la facciata della chiesa non sono in linea con la strada moderna, ma con quella a destra che segue il percorso dell'antica via Flaminia.
Altri edifici, che un tempo facevano parte del monastero benedettino, sorgono attorno alla chiesa.

## Esterno
La facciata risale alla fine del '300 ed è caratterizzata da un coronamento orizzontale, che nasconde le falde di copertura. Essa presenta una muratura in blocchi squadrati di pietra calcarea, sulla quale si apre un portale con arco a sesto acuto, in conci alternati bianchi e rossi, e cornice marmorea, sovrastato da un grande rosone decorato. Una caratteristica evidente della facciata è la sua notevole inclinazione (fuori piombo) in avanti.
A sinistra della chiesa, sul muro esterno dell'ex monastero benedettino, è murata un'urna funeraria romana con bassorilievo raffigurante il Sacrificio di Ifigenia.
Affiancata alla zona absidale si trova la torre campanaria a pianta quadrata, la cui caratteristica è di essere più larga nella parte superiore, grazie al sostegno di beccatelli su tutto il perimetro. Al di sopra di questa parte si erge un doppio campanile a vela.

## Interno
L’interno a pianta rettangolare, coperto con falde sorrette da capriate lignee, è diviso in tre navate, di quattro campate ciascuna. Il presbiterio è rialzato di due gradini e termina in una semplice abside semicircolare. Le pareti divisorie delle navate, alleggerite in alto da finti matronei, poggiano su arcate a tutto sesto sorrette da colonne in travertino dai capitelli a tronco di piramide rovesciata.
La divisione in navate risale al secolo X o XI ed è incompleta. Ciò è evidente dal fatto che l'antica abside non rispecchia tale suddivisione e risulta anzi più grande della navata centrale. Le navate laterali, terminanti entrambe con un altare, sono di diversa profondità, dal momento che quella destra si interrompe in corrispondenza del presbiterio. L'altare maggiore originario è affrescato, così come alcune porzioni delle pareti laterali.